# محمدرضا شیرخانلو
محمدرضا شیرخانلو (زادهٔ ۲۷ فروردین ۱۳۸۵) بازیگر ایرانی است. او فعالیت خود را با ایفای نقش در مجموعهٔ چک برگشتی (۱۳۹۰) آغاز کرد. وی علاوه‌بر فعالیت در سینما و تلویزیون، تجربه فعالیت در تئاتر را نیز دارد. همچنین فیلم کوتاه «در انتهای کوچه» را کارگردانی کرده است. شیرخانلو با بازی در مجموعه دودکش (۱۳۹۲) به شهرت دست یافت.

## زندگی هنری
محمد رضا شیرخانلو در یکی از شب‌ها که همراه پدرش به فوتبال رفته بودند توسط یکی از دوستان پدرش که خبرنگار بود مورد مصاحبه قرار می‌گیرد و به کارگردان چک برگشتی معرفی می‌شود تا به این ترتیب وی اولین تجربه بازی در یک مجموعه تلویزیونی را کسب کند. محمدرضا شیرخانلو پس از درخشش در سریال چک برگشتی، مورد توجه بهروز شعیبی قرار گرفت و باعث شد تا او اولین کار سینمایی خود را بازی در فیلم دهلیز تجریه کند.
شیرخانلو علاوه بر تجربه کارهای سینمایی و تلویزیونی، تجربه فعالیت در تئاتر را نیز دارد. شیرخانلو کارگردانی را نیز تجربه کرده است و فیلم کوتاهی به نام «در انتهای کوچه» را برای حضور در جشنواره فیلم راهیان نور ساخته است. محمدرضا شیرخانلو در اولین فعالیت حرفه‌ای خود در مجموعه تلویزیونی چک برگشتی به کارگردانی سیروس مقدم به ایفای نقش پرداخت. پس از بازی موفقش در این سریال، وی در سال ۱۳۹۲ برای بازی در مجموعه دودکش به کارگردانی محمد حسین لطیفی انتخاب شد. سه سال بعد، در سال ۱۳۹۵، وی به ایفای نقش در سریال پادری پرداخت و ۵ سال بعد، در سال ۱۴۰۰، در دودکش ۲ به ایفای نقش پرداخت این درحالی بود که در این بین، یعنی سال‌های ۱۳۹۳ و ۱۳۹۴، وی در دو سریال دیگر به نام‌های پرده‌نشین و روزهای بد، به‌در نیز ایفای نقش کرده بود.

## آثار

### سینما
| سال  | عنوان                   | کارگردان               | توضیحات |
| ---- | ----------------------- | ---------------------- | ------- |
| ۱۳۹۱ | دهلیز                   | بهروز شعیبی            |         |
| ۱۳۹۳ | نهنگ عنبر               | سامان مقدم             |         |
| ۱۳۹۳ | شانس، عشق، تصادف        | آرش معیریان            |         |
| ۱۳۹۳ | دلبری                   | سید جلال دهقانی اشکذری |         |
| ۱۳۹۴ | شکلاتی                  | سهیل موفق              |         |
| ۱۳۹۴ | در مسیر باران           | حامد کاتبی             |         |
| ۱۳۹۴ | عشق نیکان               | فرناز امینی            |         |
| ۱۳۹۴ | زن خوب مرد خوب          | علی اسداللهی           |         |
| ۱۳۹۳ | قاب خاطره               | حجت ذیجودی             |         |
| ۱۳۹۳ | نفس                     | نرگس آبیار             |         |
| ۱۳۹۶ | سفر زمان                | شهاب رضویان            |         |
| ۱۳۹۶ | نهنگ عنبر ۲: سلکشن رؤیا | سامان مقدم             |         |
| ۱۳۹۷ | مطرب                    | مصطفی کیایی            |         |
| ۱۳۹۷ | کادون                   | کمال مقدم              |         |
| ۱۳۹۷ | دنیای شیرین ما          | سیامک خواجوند          |         |

### تلویزیون
| سال  | عنوان           | کارگردان            | توضیحات |
| ---- | --------------- | ------------------- | ------- |
| ۱۳۹۰ | چک برگشتی       | سیروس مقدم          |         |
| ۱۳۹۱ | دیوار           | سیروس مقدم          |         |
| ۱۳۹۲ | دودکش           | محمدحسین لطیفی      |         |
| ۱۳۹۳ | پرده‌نشین        | بهروز شعیبی         |         |
| ۱۳۹۳ | روزهای بد، به‌در | سعید آقاخانی        |         |
| ۱۳۹۳ | رنگ شک          | فریبرز عرب‌نیا       |         |
| ۱۳۹۵ | پادری           | محمدحسین لطیفی      |         |
| ۱۳۹۵ | پریا            | حسین سهیلی‌زاده      |         |
| ۱۳۹۸ | حکایت‌های کمال   | قدرت‌الله صلح‌میرزایی |         |
| ۱۴۰۰ | دودکش ۲         | برزو نیک‌نژاد        |         |

 عجل معلق

### تله فیلم
| سال  | عنوان        | کارگردان      | توضیحات |
| ---- | ------------ | ------------- | ------- |
| ۱۳۹۴ | جهیزیه بابام | حمیدرضا ناصری |         |

عجل معلق 
بی سواد اجل معلق

### تئاتر
| سال  | عنوان         | کارگردان    | توضیحات |
| ---- | ------------- | ----------- | ------- |
| ۱۳۹۷ | وقایع اتفاقیه | شهرام عبدلی |         |